# Sestu
Sestu (sardinsky: Sèstu) je italská obec (comune) v metropolitním městě Cagliari v regionu Sardinie. Nachází se ve výšce 44 metrů nad mořem a má přibližně 21 tisíc obyvatel. Rozloha obce je 48,32 km².